# Premio Bartolozzi
Il premio Bartolozzi è un premio intestato alla memoria del matematico Giuseppe Bartolozzi, che viene assegnato dall'Unione Matematica Italiana a giovani matematici italiani per aver ottenuto risultati di rilievo.
Il premio ha cadenza biennale e viene assegnato da una commissione di 5 matematici nominati dall'Ufficio di Presidenza dell'Unione Matematica Italiana.

## Elenco dei vincitori
Di seguito i nomi dei vincitori con la relativa affiliazione accademica al momento del conferimento del premio.
- 1969 Giuseppe Da Prato (Sapienza – Università di Roma)
- 1971 Giorgio Talenti (Università di Firenze)
- 1973 Sergio Spagnolo (Università di Pisa)
- 1975 Maurizio Cornalba (Università di Pisa)
- 1977 Rosario Strano (Università di Catania)
- 1979 Mariano Giaquinta (Università di Firenze)
- 1981 Angelo Marcello Anile (Università di Catania)
- 1983 Fabrizio Catanese (Università di Pisa)
- 1985 Daniele Struppa (Scuola Normale Superiore di Pisa)
- 1987 Alessandra Lunardi (Università di Pisa)
- 1989 Marco Abate (Scuola Normale Superiore di Pisa)
- 1991 Luigi Ambrosio (Università di Roma Tor Vergata)
- 1993 Stefano Demichelis (Università della California, San Diego)
- 1995 Francesco Amoroso (Università di Pisa)
- 1997 Lucia Caporaso (Università di Harvard)
- 1999 Marco Manetti (Scuola Normale Superiore di Pisa)
- 2001 Giovanni Leoni (Carnegie Mellon University)
- 2003 Carlo Maria Mantegazza (Scuola Normale Superiore di Pisa)
- 2005 Giuseppe Mingione (Università di Parma)
- 2007 Annalisa Buffa (IMATI, Pavia)
- 2009 Valentino Tosatti (Columbia University)
- 2011 Premio non bandito[1]
- 2013 Gianluca Crippa (Universität Basel)[2]
- 2015 Emanuele Spadaro (Max-Planck-Institut für Mathematik in den Naturwissenschaften Leipzig)[3]
- 2017 Andrea Mondino (University of Warwick)[4]
- 2019 Maria Colombo (Scuola politecnica federale di Losanna)[5]
- 2021 Serena Dipierro (The University of Western Australia) [6]
- 2023 Cristiana De Filippis (Università di Parma) e Eleonora Di Nezza (Sorbona e École Normale Supérieure)